# Stijn Gabriëls
Stijn Gabriëls (23 juli 1982) is een Nederlandse honkballer.
Gabriëls speelt eerste honkman en werper en buitenvelder en slaat en gooit linkshandig. Op negenjarige leeftijd begon hij met honkbal bij De Knuppelaars in Rosmalen. Toen hij dertien was ging hij samen met zijn broer, Bart Gabriëls naar de vereniging Twins uit Oosterhout waar hij met het juniorenteam in 1997 Nederlands Kampioen werd. Aanvankelijk speelde hij vooral eerste honkman en werper, later werd hij buitenvelder. In1999 speelde hij voor het eerst een aantal wedstrijden met het eerste herenteam mee in de hoofdklasse en vier jaar later speelde hij in dat team een volledig seizoen mee. In 2004 speelde hij een jaar lang hoofdklasse bij de vereniging Neptunus maar daarna ging hij verder in de eerste klasse bij de Gryphons. In 1998 kwam Gabriëls in Jong Oranje waar hij drie seizoenen voor uitkwam en meedeed aan twee Europese kampioenschappen en twee wereldkampioenschappen. In 2003 kwam hij uit voor het Nederlands honkbalteam waar hij tijdens het World Port Tournament van 2003 de Rookie Award won voor beste debutant. In dat jaar speelde hij ook mee tijdens het Europees Kampioenschap wat gewonnen werd door het Nederlands team en het Olympisch Kwalificatietoernooi.